# 桃園郡

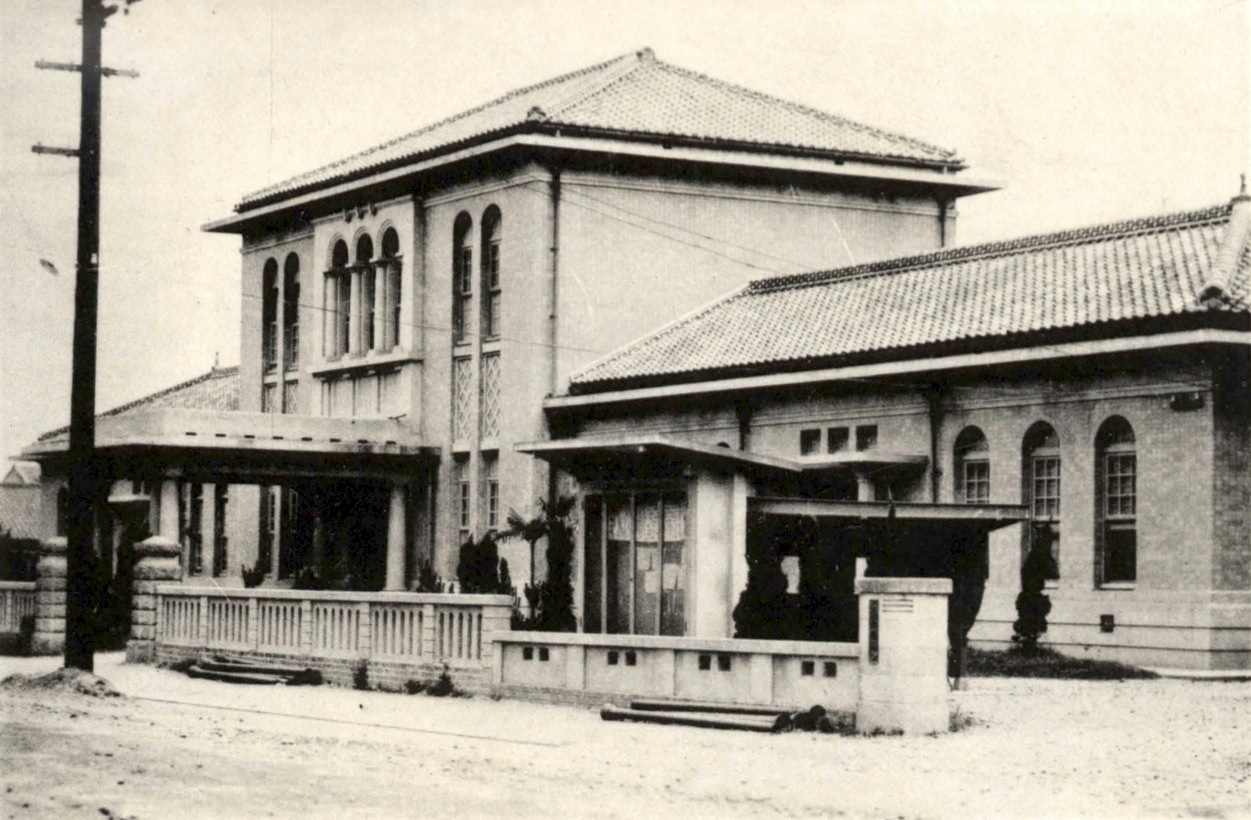
桃園郡役所

桃園郡（とうえんぐん）は、日本統治時代の台湾に存在した行政区画の一つであり、新竹州に属した。

## 概要
桃園街、蘆竹庄、大園庄、亀山庄、八塊庄を管轄し、郡役所は桃園街に置かれた。郡域は現在の桃園市桃園区、蘆竹区、大園区、亀山区、八徳区に当たる。

## 歴代首長

### 郡守
- 松野常世[1]
- 田代彦二[2]
- 首藤章[3]
- 甲斐百千[4]
- 衛藤寿吉[5]
- 松尾繁治[6]：1932年11月[7] -
- 宮野為長[8]
- 谷義廉[9]：1936年12月[10] -
- 吉森八郎[11]
- 築地憲治[12]
- 家倉悌二郎[13]：1942年4月[14] -